# ماريبا
ماريبا بلدية في ولاية بارانا في المنطقة الجنوبية من البرازيل.